# Luis Velásquez Alvaray
Luis Velázquez Alvaray (Barinas, Venezuela, 14 de abril de 1954 - San José, Costa Rica, 15 de mayo de 2025) fue un abogado, magistrado y político venezolano. Se desempeñó como magistrado del Tribunal Supremo de Justicia de Venezuela hasta su destitución, además de diputado a la Asamblea Nacional.

## Carrera
Entre 2000 y 2004 fue electo a la Asamblea Nacional por el estado Mérida, y posteriormente se desempeñó como magistrado de la Sala Constitucional del Tribunal Supremo de Justicia de Venezuela.
A comienzos de 2006 Luis Velázquez Alvaray acusó al vicepresidente José Vicente Rangel; al ministro del interior, Jesse Chacón; y al presidente de la Asamblea Nacional, Nicolás Maduro; de conocer a los integrantes y de dirigir un extenso grupo criminal judicial conocido como la banda de Los Enanos. De acuerdo con él, el grupo es quien ejercía el verdadero poder en el Palacio de Justicia y operaba principalmente para proteger a narcotraficantes, y declaró que al menos quince jueces integraban la banda, incluyendo a Maikel Moreno.
Además de los señalamientos, Velázquez Alvaray también acusó al banquero Arné Chacón, hermano de Jesse Chacón, de presionarlo para que el sistema judicial depositara fondos en su banco Bankinvest, y a algunos de sus colegas en el Tribunal Supremo de Justicia de estar conectados con el narcotráfico. Jesse Chacón acusó a Velázquez Alvaray de malversar dinero a partir de comisiones y sobreprecios en la adquisición de bienes raíces para el tribunal. Algunos observadores sostuvieron que la acusación pudo ser una maniobra política destinada a eliminar a un miembro prominente de una de las facciones del gobierno.
En 2006 Alvaray fue destituido del cargo de juez. El magistrado le atribuye responsabilidad a la banda de su destitución.
Después de su destitución en 2006, Velázquez Alvaray declaró que las acusaciones en su contra habían sido fabricadas como represalia por las denuncias que él mismo había realizado contra altos funcionarios del gobierno y del poder judicial. Alegó que su salida del Tribunal Supremo de Justicia fue resultado de una maniobra política orquestada por sectores internos del oficialismo, particularmente aquellos a quienes había vinculado con redes de corrupción y narcotráfico.
Varios analistas políticos y medios independientes señalaron que las acusaciones contra Velázquez Alvaray carecieron de un proceso judicial transparente y fueron utilizadas como parte de una lucha de poder interna en el chavismo. Algunos observadores internacionales también expresaron preocupación por la forma en que se gestionó su destitución, indicando que su caso reflejaba una creciente instrumentalización del sistema judicial con fines políticos.
Tras su salida del país, Velázquez Alvaray se exilió en San José, Costa Rica, desde donde continuó denunciando la corrupción judicial en Venezuela. A lo largo de sus años en el exilio, mantuvo una postura crítica frente al régimen venezolano y participó en foros, conferencias y medios de comunicación dedicados a los derechos humanos, la transparencia institucional y la independencia judicial.
También se dedicó a la escritura, publicando varios ensayos y artículos sobre derecho constitucional, geopolítica latinoamericana y ética judicial. Su trabajo fue reconocido en círculos académicos y entre sectores del exilio venezolano, donde fue visto como una voz con experiencia directa en la política venezolana.
Falleció el 15 de mayo de 2025, a los 71 años. Su legado está marcado por su intento de revelar prácticas corruptas dentro del sistema judicial venezolano y por su defensa de la institucionalidad democrática en un contexto de creciente autoritarismo.